# Chrysoprasis rotundicollis
Chrysoprasis rotundicollis är en skalbaggsart som beskrevs av Bates 1870. Chrysoprasis rotundicollis ingår i släktet Chrysoprasis och familjen långhorningar.
Artens utbredningsområde är:
- Panama.
- Venezuela.

Inga underarter finns listade i Catalogue of Life.